# Untere Gottesackerwände
L’Untere Gottesackerwände est une montagne d'une altitude de 1 858 m dans le massif des Alpes d'Allgäu.

## Géographie

### Topographie
Le versant de l'Untere Gottesackerwände s'étend sur une largeur de près de 5 km, légèrement courbée vers le nord dans une direction est-ouest. Au nord du mur se trouve la vallée de la Starzlach avec le col du Rohrmoos (1 120 m) au-dessus duquel s'élèvent les flancs du Piesenkopf (1 630 m). Aux contreforts orientaux se trouvent les sommets subordonnés du Gatterkopf (1 659 m) et le point sans nom à 1 672 m. Au nord, l'Untere Gottesackerwände est relié au Windecksattel (1 751 m) et du Torkopf (1 930 m) jusqu'au versant de l'Obere Gottesackerwände (2 033 m). La montagne se trouve dans la commune d'Oberstdorf.

## Ascension
Aucun chemin balisé ne mène au sommet de l'Untere Gottesackerwände. On peut atteindre le sommet de la crête depuis le sentier de randonnée balisé qui mène du Windecksattel à la vallée du Rohrmoos. Ce sentier part de la petite brèche sur la crête de la colline et passe par le sommet oriental (1 848 m). On peut également accéder au Windecksattel depuis la vallée du Mahd ou depuis l'ouest depuis la vallée de la Rubach près de Sibratsgfäll.